# Hypenula
Hypenula là một chi bướm đêm thuộc họ Erebidae.

## Các loài
- Hypenula cacuminalis (Walker, 1859)
- Hypenula caminalis Smith, 1905